# Râul Turia, Valencia
Turia, cunoscut și sub denumirea de Guadalaviar, este un râu situat în partea de est a Peninsulei Iberice. Își are obârșia la o altitudine de 1800 m și are o lungime de 280 km. Trece prin Valencia și se varsă în Marea Mediterană. De-a lungul râului s-au construit sau sunt în faza de construcție mai multe baraje:
- Barajul Arquillo de San Blas
- Barajul Benagéber
- Barajul Loriguilla
- Barajul Alcamines